# Lommiswil
Lommiswil é uma comuna da Suíça, situada no distrito de Lebern, no cantão de Soleura. Tem 5,76 km² de área e sua população em 2018 foi estimada em 1.535 habitantes.